# 1900
1900 (MCM) je bilo izjemoma navadno leto, ki se je po gregorijanskem koledarju začelo na ponedeljek. To je bilo zadnje leto 19. stoletja.

## Dogodki
- 14. januar – V Rimu je potekala premiera opere Tosca.
- 24. januar – Druga burska vojna: Buri so v bitki za Spion Kop premagali britanske sile.
- 13. marec – Britanski arheolog Sir Arthur Evans je kupil zemljišče na Kreti z ostanki palače v Knososu in jo pričel odkopavati.
- 30. april – Havaji so uradno postali ameriško ozemlje.
- 14. maj – V Parizu so se pričele druge olimpijske igre moderne dobe.
- 21. maj – Rusija je zasedla Mandžurijo.
- 20. junij – Boksarska vstaja: kitajski uporniki so zbrali 20.000 ljudi in pobili na stotine Evropejcev, vključno z nemškim ambasadorjem.
- 29. junij – S potrditvijo švedskega kralja Oskarja II. je bil v Stockholmu ustanovljen Nobelov sklad.
- 2. julij – Prvi polet cepelina nad Bodenskim jezerom v Nemčiji.
- 9. julij – Kraljica Viktorija je dala kraljevo privolitev avstralski ustavi, kar velja za ustanovitev Avstralije.
- 7. december – Max Planck je objavil zakon o sevanju črnega telesa, kar štejemo za rojstvo kvantne fizike.

## Rojstva
- 12. januar – Roman Tominec, slovenski frančiškan, duhovnik, teolog, umetnostni zgodovinar in profesor († 1991)
- 28. januar – Karel Levičnik, slovenski general († 1968)
- 11. februar – Hans-Georg Gadamer, nemški filozof († 2002)
- 22. februar – Luis Buñuel Portolés, španski filmski režiser († 1983)
- 7. marec – Fritz London, nemško-ameriški fizik († 1954)
- 19. marec – Frédéric Joliot-Curie, francoski fizik († 1958)
- 23. marec – Erich Fromm, nemško-ameriški psiholog, filozof († 1980)
- 29. marec – Jiří Wolker, češki pesnik, († 1924)
- 1. april – Tone Seliškar, slovenski pesnik in pisatelj († 1969)
- 3. april –

- Anica Černej, slovenska učiteljica, pesnica in pisateljica († 1944)
- Franz Carl Weiskopf, češki pisatelj († 1955)

- 11. april – Sonja Sever, slovenska pisateljica in prevajalka († 1995)
- 19. april – Dora Gruden, slovenska pesnica († 1986)
- 25. april – Stanko Cajnkar, slovenski duhovnik, dramatik , pisatelj in esejist († 1977)
- 28. april – Jan Hendrik Oort, nizozemski astronom († 1992)
- 17. maj – ajatola Ruholah Musavi Homeini, iranski voditelj († 1989)
- 19. maj – Anton Vovk, slovenski nadškof († 1963)
- 12. junij – Erik Eiselt, slovenski agronom († 1975)
- 5. julij – Miran Jarc, slovenski pesnik, pisatelj in prevajalec († 1942)
- 4. avgust - Elizabeth Bowes-Lyon, kraljica mati Združenega kraljestva († 2002)
- 19. avgust – Gilbert Ryle, britanski analitični filozof († 1976)
- 17. september – Albin Čebular, slovenski pesnik, pisatelj in etnograf († 1952)
- 7. oktober –  Heinrich Himmler, nemški častnik in vojni zločinec († 1945)
- 22. december – John Clarke Slater, ameriški fizik in kemik († 1976)

## Smrti
- 20. januar – John Ruskin, angleški socialni filozof, slikar, umetnostni kritik in zgodovinar umetnosti (* 1819)
- 6. februar – Elija Benamozegh, italijanski judovski rabin in kabalist (* 1823)
- 5. april – Joseph Louis François Bertrand, francoski matematik (* 1822)
- 5. maj – Ivan Konstantinovič Ajvazovski, armensko-ruski slikar (* 1817)
- 11. maj – Anton Mežnarc, slovenski nabožni pisatelj in prevajalec (* 1833)
- 12. junij – Jean Frédéric Frenet, francoski matematik, astronom, meteorolog (* 1816)
- 4. julij – Jožef Iskrač, slovenski pesnik in pisatelj (* 1836)
- 29. julij – Sigbjørn Obstfelder, norveški pesnik in pisatelj (* 1866)
- 12. avgust – James Edward Keeler, ameriški astronom, astrofizik (* 1857)
- 13. avgust – Vladimir Sergejevič Solovjov, ruski filozof in pesnik (* 1853)
- 25. avgust – Friedrich Wilhelm Nietzsche, nemški filozof (* 1844)
- 24. september – Frančišek Lampe, slovenski duhovnik, filozof, teolog in pisatelj (* 1859)
- 22. november – Arthur Sullivan, britanski skladatelj (* 1842)
- 30. november – Oscar Wilde, irski pisatelj ter umetnostni in literarni kritik (* 1854)